# Río Orituco
El río Orituco es un río de los Llanos Centrales de Venezuela. Tiene una longitud de 266 kilómetros (165,3 mi). Se origina a 1121 metros (3677,8 pies) de altitud en el Parque Nacional Guatopo de la cordillera de la Costa.. En su tramo superior le afluyen los ríos Memo y Macaira. En su recorrido por las montañas, se encuentra el Embalse Guanapito, siendo de norte a oeste del estado Guárico. Al salir del embalse se encuentra con la población de Altagracia de Orituco, para culminar su caudal en Calabozo, cuando su curso divaga por debajo de los 80 m de altitud

## Asentamientos Humanos
En la cuenca del río Orituco hasta la desembocadura, se encuentran los siguientes centros poblados de importancia: Altagracia de Orituco, Lezama, Libertad de Orituco, Palenque y Calabozo.

## Afluentes
| Afluentes del Río Orituco |             |       |
| 1                         | Río Macaira | 71 km |
| 2                         | Río Memo    | 65 km |